# Oreophryne brachypus
Oreophryne brachypus är en groddjursart som först beskrevs av Werner 1898.  Oreophryne brachypus ingår i släktet Oreophryne och familjen Microhylidae. IUCN kategoriserar arten globalt som livskraftig. Inga underarter finns listade i Catalogue of Life.